# Xoài lắc
Xoài lắc là một món ăn đường phố của Việt Nam. Đây là món ăn yêu thích được tìm mua nhiều kể từ năm 2016. Ngoài ra, từ khóa "xoài lắc" cũng nằm trong nhóm từ khoá nổi lên vào năm 2016. Món xoài lắc nhìn chung không khác các món xoài chấm hay tẩm gia vị trước đó, nhưng nét đặc trưng của việc cắt xoài, ướp và lắc đều gia vị trong ly đã tạo ra một trào lưu trong việc tìm mua món ăn đường phố này. Đến nay, đây vẫn là món ăn đường phố phổ biến được ưa chuộng.

## Một số cách thức chế biến khác

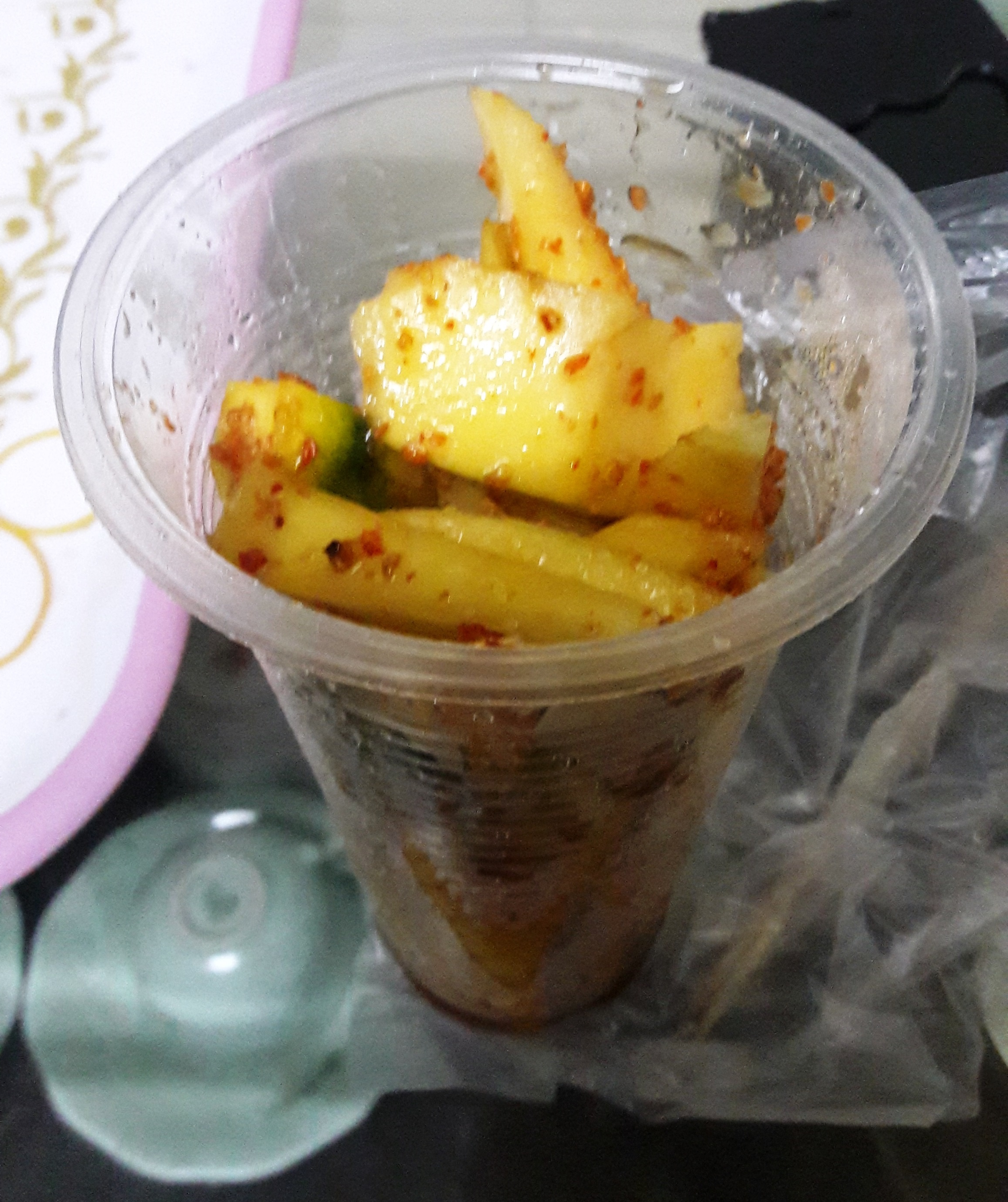
Một ly xoài lắc ở Bình Tân

## Tiếp nhận

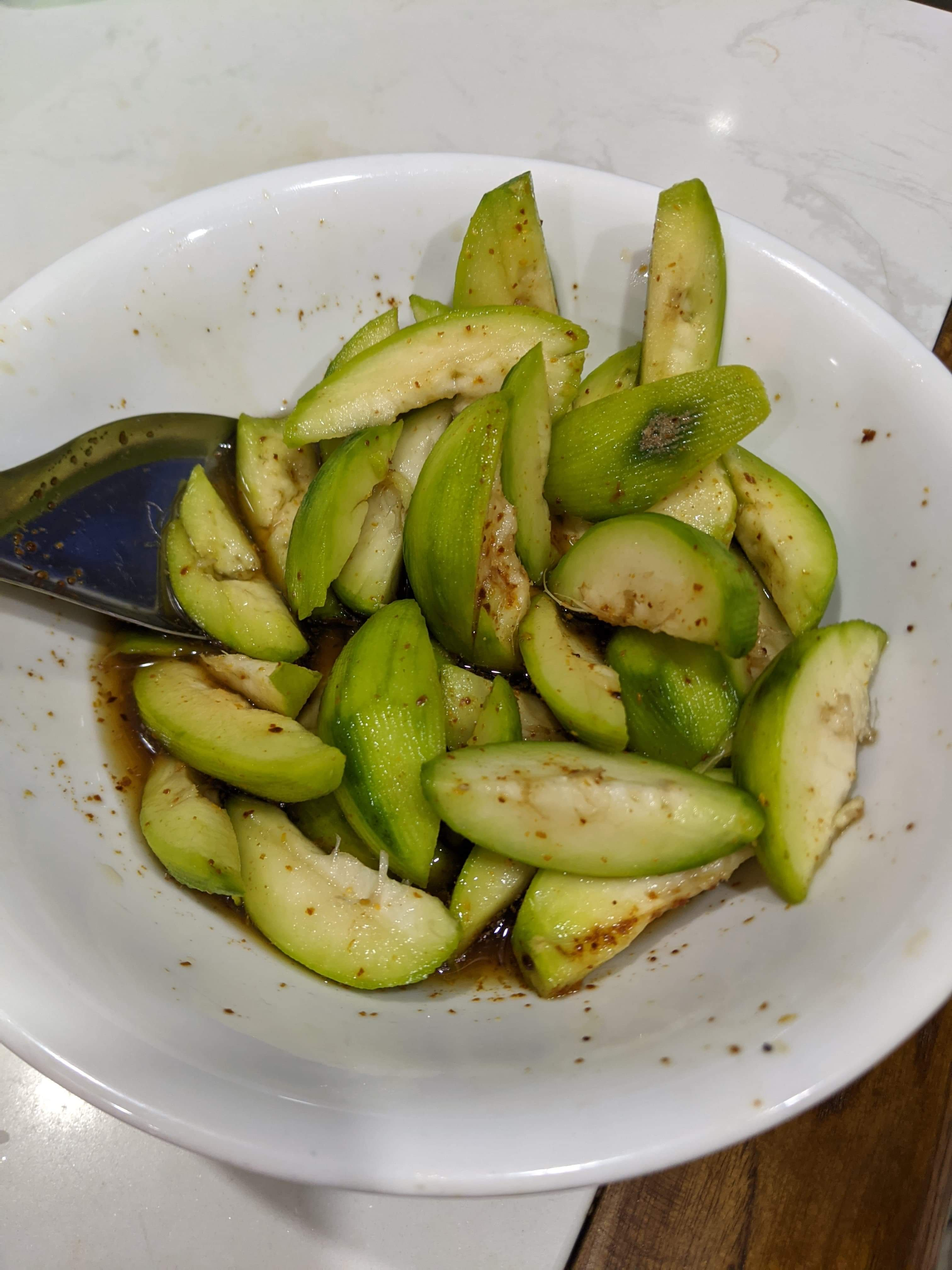
Một tô cóc lắc